# Тошо-Мару
Тошо-Мару (Tosho Maru) — транспортне судно, яке під час Другої японо-китайської війни та Другої світової війни брало участь у операціях японських збройних сил.
Судно спорудили в 1937 році на верфі Namura Zosensho у Осаці для компанії Konan Kisen.

## Японо-китайська війна
В листопаді 1938-го на тлі Другої японо-китайської війни «Тошо-Мару» реквізували для потреб Імперського флоту Японії та переобладнали у канонерський човен, який отримав дві 80-мм гармати, глибинні бомби та параван. Того ж місяця корабель включили до 5-го дивізіону канонерських човнів, а з листопада 1939-го перевели до 15-го дивізіону канонерських човнів, а в листопаді 1940-го – до14-го дивізіону канонерських човнів. При цьому з грудня 1938-го «Тошо-Мару» діяв біля узбережжя північного та центрального Китаю, а також на річці Янцзи (відомо, що він відвідував Накін), а з листопада 1941-го біля берегів південного Китаю.

## Друга світова війна
Зі вступом Японії у Другу світову війну «Тошо-Мару» продовжив патрульну та ескорту службу у південнокитайських водах, де, зокрема, відвідував порти Амой, Кантон, Хумен, Хайкоу (два останні на острові Хайнань), Гонконг (після його падіння наприкінці 1941-го).
В лютому 1942-го корабель повернувся до узбережжя Центрального Китаю та діяв тут до кінця весни 1943-го.
В червні 1943-го корабель перекласифікували у військовий транспорт, проте він зберіг озброєння. З 6 липня по 7 серпня «Тошо-Мару» пройшов певне переобладнання на верфі Mizuno Zosensho у Куре. Далі він прослідував на північ Японського архіпелагу та протягом кількох місяців здійснював тут рейси із відвіданням портів Кусіро, Отаро, Вакканай, Муроран (всі – Хоккайдо), Омінато (північне завершення Хонсю) та Курильских островів (Парамушир, Шумшу, Ітуруп).
27 травня 1944-го «Тошо-Мару» вийшов з Куре із завданням провести на буксирі до Нідерландської Ост-Індії міні-субмарину HA-58. Судно прослідувало через Кагосіму (острів Кюсю), Конью (острів Амаміосіма в архіпелазі Рюкю), Кірун та Такао (наразі Цзілун та Гаосюн на Тайвані), а 18 – 23 червня пройшло з Такао до Маніли в конвої TAMA-21. 2 – 14 липня «Тошо-Мару» з HA-58 прослідували в конвої H-31 до острова Хальмахера (Молуккські острови на північному сході Нідерландської Ост-Індії). Тут у гавані Кау HA-58 помилково атакував японський літак, проте міні-субмарина зазнала лише незначних пошкоджень.
26 липня – 1 серпня 1944-го «Тошо-Мару» перейшло в конвої на Амбон (так само Молуккські острови, на південь від Хальмахера). 7 – 22 серпня під охороною мисливця за підводними човнами CH-53 судно прослідувало до Сурабаї (головна база на сході острова Ява).
12 вересня 1944-го «Тошо-Мару», що прямувало у супроводі все того ж CH-53, було атаковане біля південно-західного завершення острова Целебес (Сулавесі) американським підводним човном USS Redfin, що випустив три торпеди, проте не досягнув влучань. 19 вересня японські кораблі досягнули затоки Старінг-Бей на південно-східному півострові Целебесу.
23 вересня 1944-го «Тошо-Мару» перебувало у одній із заток південно-східного півострова,  за кілька десятків кілометрів на південь від Старінг-Бей. Тут воно було атаковане та потоплене літаками американської базової авіації.